# Charles-Albert Demoustier
Charles-Albert Demoustier (Villers-Cotterêts, 1760-París, 1801) escritor francés.

## Biografía
Era descendiente de La Fontaine por su madre y de Racine por su padre.
Ejerció como abogado, pero luego se decantó por la literatura, publicó en 1786, Lettres à Emilie sur la mythologie (1ª parte); la 6ª apareció en 1798. 
Esta obra, escrita tanto en prosa como en verso, sembrada del espíritu de los madrigales, obtuvo un gran éxito. 
Más tarde, en un afán perfeccionista, quiso corregir los errores de su obra, pero el librero que compró sus derechos de autoría en 1800 le prohibió toda corrección, parece ser que este librero tenía almacenados muchos ejemplares que quería vender. Demoustier no tuvo ocasión de esperar, ya que le sobrevino una muerte prematura y dolorosa. 
También compuso comedias, entre ellas:
- Conciliateur ou l'Homme aimable, en 5 actos y en verso, 1791;
- Femmes, en 3 actos y en verso.;
- Alceste ou le misanthrope corrigé, en 3 actos y en verso.

Demoustier también dejó óperas cómicas y Cours de morale, Opuscules y sus pequeños Poèmes, 1804, in 8°.

## Fuente
- Dictionnaire universel d'histoire et de géographie (Bouillet et Chassang), dominio público.

- Datos: Q2957906
- Multimedia: Charles-Albert Demoustier / Q2957906